# Paul Dike
Paul Dike (* in Issele-Uku, Aniocha North, Bundesstaat Delta, Nigeria) ist ein nigerianischer Generalleutnant der Luftstreitkräfte (Air Marshal) und seit 2008 Chef des Verteidigungsstabes.

## Biografie
Nach der Schulausbildung an der St Barnabas Grundschule (Primary School) sowie der Ogbomosho Grammar School im Bundesstaat Oyo trat er 1973 als Offiziersanwärter in die Luftwaffe ein und war zunächst bis 1975 Absolvent der Verteidigungsakademie (Defence Academy) in Kaduna.
Im Anschluss fand er mehrfach Verwendung in der Luftwaffe, nachdem er am 22. Januar 1977 zum Flugzeugführer (Flight Officer) ausgebildet war. Am 22. Januar 1981 erfolgte seine Beförderung zum Hauptmann (Flight Lieutenant) und danach am 22. Juli 1985 zum Major (Squadron Leader). Am 22. Januar 1991 wurde er zum Oberstleutnant (Wing Commander) befördert sowie am 22. Januar 1996 zum Oberst (Group Captain). Als solcher wurde er 1997 zunächst Kommandeur der Luftflotte des damaligen Staatspräsidenten Sani Abacha.
Nach dessen Tod wurde er 1999 von Abachas Nachfolger Abdulsalami Abubakar zum Kommandeur des Taktischen Luftkommandos (Tactical Air Command) ernannt. In dieser Position erfolgte am 22. Januar 2001 zuerst seine Beförderung zum Air Commodore (Brigadegeneral) und dann am 22. Januar 2004 zum Generalmajor (Air Vice Marshal). Am 30. Mai 2006 wurde er als Nachfolger von Air Marshal Jonah Wuyep zum Chef des Stabes der Luftwaffe ernannt und zugleich ebenfalls zum Generalleutnant (Air Marshal) befördert.
Am 21. August 2008 wurde er als Nachfolger von Generalleutnant Owoye Azazi zum Chef des Verteidigungsstabes der Streitkräfte Nigerias ernannt.